# Norman Raeben
Norman Raeben (né en 1901, mort en 1978) est un peintre américain né en Russie dont la famille émigre à New York en 1904.
Il étudie la peinture avec Robert Henri, George Luks et John French Sloan, qui appartiennent tous à l'Ashcan School.
Son studio se trouve aujourd'hui encore au Carnegie Hall. Il eut pour étudiants Bob Dylan, Bernice Sokol Kramer, Carolyn Schlam et Rosalyn Jacobs.